# 假面騎士Amazons
《假面騎士Amazons》（仮面ライダーアマゾンズ），是日本東映株式會社的特攝片集，為《假面騎士系列》首輯原創網路劇。第一季於2016年（平成28年）4月1日起在Amazon Prime Video每週五發佈，共13集；第二季從2017年（平成29年）4月7日起於Amazon Prime Video發佈，同樣共13集；完結篇電影《假面騎士Amazons THE MOVIE 最後的審判》於2018年5月19日上映。

## 製作流程及本作特色
2016年，為紀念《假面騎士系列》45週年，東映著手「原點回歸」，製作還原《假面騎士》原著風格，同時亦向《假面騎士亞馬遜》致敬，以黑暗、暴力、原始廝殺及偏成人向為主調的原創網絡劇《假面騎士Amazons》。本作首季於4月1日起逢每周五發佈，共13集，第二季於2017年4月7日開始發佈，同樣共13集，完結篇《假面騎士Amazons THE MOVIE 最後的審判》於2018年5月19日上映。作為完結篇預熱，兩季內容已確定重新編輯成兩部劇場版上映，分成《劇場版假面騎士Amazons Season1 覺醒》與《劇場版假面騎士Amazons Season2 輪迴》分別於5月5日與12日上映。
本劇找來《假面騎士龍騎》、《假面騎士電王》的編劇小林靖子負責腳本，並由《假面騎士空我》的石田秀範、《假面騎士555》的田崎龍太與《假面騎士1號》的金田治三位導演共同擔當導演。
此劇與部分平成年代的作品一樣，棄用「假面騎士」的稱呼。怪人被擊敗後不會大爆炸身亡，而是被取出心臟再液化死亡。劇中的假面騎士及怪人皆被稱為「Amazon」，分別在於主角假面騎士以「Amazons 驅動器（Amazons Driver）」腰帶變身，假面騎士變身時不會喊「變身」而是喊「Amazon」，其中兩名主角假面騎士為「假面骑士Amazon Ω（Omega）」及 「假面骑士Amazon α（Alpha）」，分別對應「養殖」及「野生」兩種不同的生活狀態。除了假面騎士以外，亦有部分保持人性的角色以「Amazons 制馭器（Amazons Register）」手臂注射器抑制獸性，同時變身Amazon形態，與其他Amazon對戰。

## 故事概要
Season 1－「養殖與野生」
某個城市中存在著不為人知的異形存在。這些異形被稱為Amazon，它們吞噬人類，數量達到4000只。
製造出這個怪物的元兇正是Nozama Pharmacy 公司！命令名下的Nozama Peston Service 秘密處理Amazons 。
就是在這種情況下，在清潔乾淨的房屋中一步也不出去的平穩生活著的青年水澤悠和只靠野生的直覺和戰鬥力的像野獸一樣的活著的男人鷹山仁相識，慢慢懂得了在Amazons 的激烈的生存鬥爭中生存下去的故事。
Season 2－「少年與少女」
自那之後已經過去了5年。Amazon 幾乎被驅除，世界趨於和平。但是被Amazon 細胞感染的普通人Amazon 化的現像在持續發生擴大，為此政府組成了新組織4C，秘密驅除Amazon 化的人類。
其中，幼年時期被Amazon 養大的少年· 千翼變身假面騎士Amazon Neo 與Amazons 戰鬥。但在被生來的吃人衝動所驅使的他的面前出現的是，變身為烏鴉Amazon 並作為生物兵器戰鬥的少女· 優。對於這樣的優，他第一次沒有產生「想吃」的想法，並被她吸引著。而優的真面目是被Amazon 化的父親殺死後，作為Sigma 型而復活的Amazon。
THE MOVIE完結篇－「最後的審判」
“人類 ”與“ Amazon ”，“ 悠 ”與“ 仁 ”之間戰鬥的前方是！？來親眼印證衝擊的最終戰吧！！
劇場版
作為完結篇預熱，在上映前分成《劇場版假面騎士Amazons Season1 覺醒》與《劇場版假面騎士Amazons Season2 輪迴》分別於5月5日與12日上映。　
分別是第一季、第二季進行再編輯和再構成，以“ 覺醒 ”與“ 輪迴 ”主題展開劇情，是完結篇的先行電影。
　
< Season1覺醒 >
「生與死」在故事中作為重要的主題對待，以「養殖與野生」的思想、並以病弱的青年水澤悠（藤田富）/假面騎士Amazon Omega與作為狩獵Amazon的Amazon的鷹山仁（谷口賢志）/假面騎士Amazon Alpha為中心展開故事。
< Season2輪迴 >
以「少年與少女」的思想，以背負宿命的少年、千翼（前島曜）/假面騎士Amazon Neo與謎之少女・惟由（白本彩奈）為中心描繪故事。作為Season1的續篇，也在故事中加入了戀愛要素，本作描繪了更為深刻的人生劇。

## 故事背景
野座間製薬
原文： / Nozama Pharmacy company
國內頂級製藥企業。
在S1故事開始的2年前，在某個地方的研究所發生了「飼養」的4000多只Amazon 因故而被釋放出來的大事件，不過，因其在各方面的有形以及無形的推動，一般人對於那個事故幾乎都不知道。
S2中因業務萎縮、特拉洛克事件的補償金和對4C的出資，經營也明顯地惡化。
Nozama Peston Service
原文： / Nozama Peston Service
野座間製藥的子公司。表面上是驅除害蟲害獸的公司，但實際上幾乎是民間軍事公司。
本作中主要以高額的報酬作為交換，讓僱傭的人所屬的「驅除班」出場與Amazon 直接進行戰鬥。除驅除班以外，還有調查班、清掃班、解析班等存在。
S2中4C建立之際驅除班解散。在志藤的號召下除阿守和悠、福田以外的成員再次集結，加入了Team X 的裕樹後再次開始了活動。
4C
原文： / 4C
野座間製藥和政府的共同出資新設立的對Amazon 用特殊機構· 特定有害生物對策中心（Competitive Creatures Control Center）的簡稱。
與野座間佩斯頓服務驅除班不同，有多數的驅除部隊及機動部隊、情報部等存在。隊長由橘擔任，加納是橘的秘書。
因缺少可探知Amazon 跡象的成員，因而存在無法應對暗藏角落的Amazon的現狀的難題，因此被奚落為“ 比起政府市民（TEAM X）一方才有更認真地進行Amazon狩獵 ”。
Team X
原文： / Team X
千翼所屬的青年們的不良集團。粉絲數超過500萬，將錄製的狩獵Amazon 的過程的影片上傳網絡，獲得了大筆的金額。
因千翼的Amazon 探知能力，能容易於4C早發現Amazon，黑崎隊則追逐他們的動向以確定Amazon 所在的現場。
S2 Episode 2 開始，由於手機和摩托車等被4C 破壞，加上千翼的離開、阿琢Amazon 化被驅除與之後阿琢襲擊失去了一條腿的健太的住院、殘存的裕樹志願進入了驅除班，因此等同於事實上解散了。

## 用語
Amazon 細胞
原文： / Amazon Cell
野座間製藥的秘密研究出的尺寸極微小的人工生命體。並以此為培養並製造出了大到人類大小的Amazon。在細胞層面的階段就有喜歡蛋白質（尤其是人肉）的本能，但如果定期給特殊的藥劑，就可以抑制其吃人的本能。
溶原性細胞
原文： / Lysogenic Cell
S2中登場的新種Amazon 細胞，人類感染後會Amazon 化。據悠所說在滿足了含有Amazon 細胞與人類的遺傳因子的條件下才會發生變異，進入人類體內後也須滿足特定條件才會發生變異。
4C的推測悠、仁、千翼其中一人是原生體（持有人類的遺傳因子的變異前的Amazon 細胞，不止一匹），分析結果判明原生體為千翼，但他體內並未發現有溶原性細胞。
個體比病毒大，失去水分後則立刻死亡。因此接觸感染和在空氣中存留是不可能的，這也是橘推測感染源為同一個的理由。調查的結果判明是「Aroma Ozone」的業務用飲水機的水中含有溶原性細胞，此時的感染者以萬為單位。守從別處回收了原生體的部分，其腕部部分埋在地下水中後外流至Aroma Ozone 所使用的山中的水源里致使感染擴大。
一旦感染體表就會有黑色血管狀的花紋浮現出來，理性也會喪失。
Amazons 制馭器
原文： / Amazons Register
除鷹山仁與前原淳以外的所有的Amazon 的手臂部的一種「安全裝置」。形狀與《假面騎士亞馬遜》中的GiGi 臂環相似。
有著自動給Amazon 定期地注入特殊藥劑的功能，從而抑制其吃人的本能。藥物的容量起作用的最長的時間是兩年，當藥劑只殘留很少時並且臂環的眼睛部分變紅時，其所處的位置信息會被傳送到野座間製藥。
然而，藥劑中斷並變為Amazon 後，如果其食人的本能覺醒了的話，再填充藥物也無法抑制。藥物中斷後會給身體帶來相當大的負擔，在劇中藥物中斷了的Amazon 都會在變身前露出痛苦的表情，並且皮膚會變質，但臂環仍然是「藍色」。S1 的Episode 12中，出現金色的制馭器，能對Amazon 進行抑製劑的過剩供給，配色與《假面騎士Decade》中出現的GaGa 臂環相同。
Neo Amazons 制馭器
原文： / Neo Amazons Register
千翼與惟由裝著的新型Amazons 制馭器。
操作其喙部喊出「Amazon」的口令變身Amazon。內置的抑製劑的藥物有轉換的可能。
Amazons 注射器
原文： / Amazons Injector
Neo Amazons 驅動器變身時使用的注射器型變身道具，內部充填有使Amazon 細胞活性化的特殊蛋白質液，存在著用於惟由的營養補給用和劍等武裝生成用等，用途與成分不同的複數種類。
對Amazon 瓦斯
原文： / Anti-Amazon Gas
野座間製藥·特殊研究開發本部開發的，對Amazon 用的新武器。
藥品和水反應後，會產生可驅除Amazon 的有毒氣體。
Episode 4 中首次使用之時對人體也會產生了影響，不過此後經過改良，對人體已經無害並能驅除Amazon。但是，驅除率在8到9成左右。
使用儲存了大量藥品的無人機，利用雨水將全城的Amazon 一網打盡，而此Amazon 驅除作戰被稱為「特拉洛克」。
特拉洛克作戰
原文： / Operation Tlaloc
特殊研究開發本部為了一舉驅除散佈在城市各處的實驗體而開展的作戰計劃，使用無數架無人機搭載，利用降雨將對Amazon 瓦斯灑落於各處，使Amazon 的細胞溶解。
實驗計劃由澤口主要負責，而開始此行動的所有無人機的總開關只能由本部長水澤令華持有與啟動。
「特拉洛克（Tlaloc）」一詞原指阿茲特克傳說中的雨神。
壓裂彈
原文： / Split Bomb
4C 用作處理的對Amazon 用的武器，具有一擊將Amazon 粉碎的威力。
惟由使用的Neo Amazons 制馭器中放入的，與千翼在檢查時裝著的加納所稱持有同樣效果的腕輪。

## 本作登場假面騎士

### 假面騎士Amazon Omega（仮面ライダーアマゾンオメガ）
變身者：水澤悠（替身演員：藤井祐伍、CV：藤田富）
水澤悠變身的Amazon。因悠的生活狀態而被形容為“ 養殖 ”。
全身的裝甲為綠色，胸部裝甲的橙色，複眼的顏色是紅色。頭部由鉤形的複眼和尖銳的角狀物構成。另外，裝甲也比Alpha的更像鎧甲，發動必殺技時刀刃會從胳膊中彈出。
專屬武器
戰鬥者握柄（バトラーグリップ/Battler Grip）：腰帶的可變武器手柄。擁有小刀、鐮、矛、鞭4種變形。拔出手柄時讀取使用者意識，選擇及形成適合狀況的武器。
變身模式
水澤悠使用Amazons 驅動器變身的形態，動物原形是蜥蜴。
- 身高：188.0 cm
- 體重：92.8 kg
- 拳擊力：21.0 t
- 踢擊力：27.0 t

和悠平常溫和的個性相反的擁有極為狂暴的戰鬥風格，但從第二季開始，戰鬥風格逐漸變得冷靜。
目前唯一左臂有Amazons 制馭器的騎士，是仁為了避免悠完全Amazon化而裝上的，能抑制Amazon食人的本能。
腰帶右側把手可以取下變成短刀、鞭子、長槍、鐮刀等武器。
必殺技
狂暴制裁（/Violent Punish）
轉動腰帶左側把手發出語音後，手腕或小腿的尖刺伸長將對手切斷。
狂暴粉碎（/Violent Break）
為使用武器的必殺技，特殊技為全身瞬間長出長刺刺穿對手。

### 假面騎士Amazon Alpha（仮面ライダーアマゾンアルファ）
變身者：鷹山仁（替身演員：岩上弘數、CV：谷口賢志）
鷹山仁變身的Amazon。因仁的為人而被形容為“ 野生 ”。
全身的裝甲為紅色，胸部裝甲的顏色是銀色，複眼的顏色是綠色。有著無數“ 傷痕 ”遍布的粗暴的容貌，皮膚無光澤。
S2在與Amazon Omega的某一次戰鬥中被傷及雙眼，後由綠色變為白色，視力受損，只能看見一部分。
變身模式
由鷹山仁使用Amazons 驅動器變身的形態，動物原形是食人魚。
- 身高：186.5 cm
- 體重：91.4 kg
- 拳擊力：20.7 t
- 踢擊力：25.5 t

主要戰鬥風格以肉搏為主，相較於悠，戰鬥風格較為冷靜。
必殺技
狂暴切斷（/Violent Slash）
以手腕的鰭狀物切割對手。

### 假面騎士Amazon Sigma（仮面ライダーアマゾンシグマ）
變身者：前原淳（替身演員：荒川真、CV：朝日奈寛）
植入Amazon細胞後復活的前原淳使用Amazons驅動器變身的Amazon。
銀色的身體表面僅有胸甲被染成橙色，擁有紫色的複眼。
外觀上的特徵酷似於悠未使用驅動器變身的Amazon態，但沒有Amazon Omega和Amazon Alpha共通的四肢末端部的手套和靴子。
變身模式
原驅逐班成員前原淳被改造復活後使用Amazons 驅動器變身的形態。
- 身高：186.5 cm
- 體重：91.9 kg
- 拳擊力：23.3 t
- 踢擊力：29.1 t

前原淳遺體被祕密回收，作為新型生物兵器的主體被植入新品種的Amazon 細胞而復活。不需要攝取蛋白質也能持久的戰鬥，單純只靠腰帶控制力量。
使用的Amazons 驅動器是以仁過去參與的研究留下的數據再製而成，除了整條都是黑色及燈光是紫色之外和仁使用的是一樣的。另外還有著在使用者體力到達極限前會暫時麻痺戰鬥中的痛楚的機能。
擁有和前原生前一樣的西洋棋的興趣，戰鬥時會宣告對手將在多少步之後「將軍」

### 假面騎士Amazon Neo（仮面ライダーアマゾンネオ）
變身者：千翼（替身演員：松岡航平、CV：前嶋曜）
千翼使用新Amazons驅動器變身的Amazon。
血管般的紅色花紋遍布藍色身體表面，有著與Alpha和Sigma類似的眼角下垂狀的紅色複眼，在此之上有著酷似Omega複眼的外觀設計的橙色護目鏡，且全身裝著的銀色的追加裝甲。
以作為Amazon具有的一種極高的身體能力和體力進行格鬥戰為主之外，根據情況使用腕部生成的各種武裝。
其動物原形是狼蛛
專屬武器
Amazon Neo之刃（アマゾンネオブレイド）
Amazon Neo使用的劍型武器。
Amazon Neo之針（アマゾンネオニードル）
Amazon Neo使用的槍擊針型武器。
Amazon Neo之爪（アマゾンネオクロー）
Amazon Neo使用的線鉤型武器

### 假面騎士Amazon New Omega（仮面ライダーアマゾンニューオメガ）
變身者：水澤悠（替身演員：藤井祐伍、CV：藤田富）
水澤悠變身的Amazon。與Omega不同，使用新Amazons驅動器變身而成。
裝著著與Neo同樣的銀色的追加裝甲和護目鏡，但設計上有一部分缺損。

### 假面騎士Amazon Neo Alpha （仮面ライダーアマゾンネオアルファ）
變身者：御堂英之助（替身演員：、CV：姜暢雄）

## 輔助工具

### 變身道具
- Amazons 驅動器

原文： / Amazons Driver
Amazon Omega、Amazon Alpha 與Amazon Sigma 變身時使用的變身腰帶。劇中只稱之為「腰帶（Belt）」。正中的眼睛一樣的部件分別與變身後的Amazon 的眼睛的顏色與形狀相對應。能探知變身者的能量發出相應顏色的光。
過去仁還在野座間製藥時曾經研發的裝備，跟Amazons 制馭器一樣能控制Amazon 的力量，不過能更進一步在安全的情況下增幅力量輸出。
目前已確認的有兩條，有可能是七羽協助仁製造的。悠所使用的是仁的預備腰帶，被七羽送給悠。
雖然外表及效果音不同，不過功能應該是一樣的（根據七羽的說法）。
後來此裝備被複製出來，做為軍用生物武器的控制器。
Amazon Omega 和Amazon Alpha 使用的變身腰帶的主體為銀色，而Amazon Sigma 變身時使用的變身腰帶的主體顏色則為黑色。
左側的握柄— 加速者握柄在扭動時會啟動驅動器的核心裝置Condorer Core 從而刺激佩戴者的Amazon 細胞。變身者說出「Amazon」的口令後扭動握柄，啟動變身音效後變身。變身後再次扭動握柄，音效發動後便可發動必殺技。
右側的握柄— 戰鬥者握柄拔出後可變形為Amazon之刃、Amazon之釵、Amazon之矛、Amazon之鞭，但只有Omega使用過。
形狀與《假面騎士亞馬遜》中亞馬遜的變身腰帶Condorer 相似。
- Neo Amazons 驅動器

原文： / Neo Amazons Driver
Amazon Neo、Amazon New Omega 變身時使用的變身腰帶。千翼使用的驅動器的核心裝置Neo C ondorer Core 的複眼部為黃色，而悠的為白色。
將Amazons 注射器注入腰帶中央的注射器支架中時，將內部的藥液注入，並將支架向上抬起，從核心中發出特殊脈衝刺激佩戴者的Amazon 細胞，發出變身音效後，再說出「Amazon」的口令後啟動變身。為了強化Amazon 而反復改良後開發，因注射器內部藥液的效果，佩戴者體表的Amazon 細胞活性化，將武器變為有著機械般複雜構造的東西的變質機構。由於性能高，現在是千翼以外無法駕馭的東西。
可通過按壓注射器上部的推桿的特定次數，選擇Amazon 細胞變異而成的Amazon Neo之刃、Amazon Neo之針、Amazon Neo之爪等武器進行武裝，音效為「OO（對應的武器的名稱）Loading ！」。此外，再注入註射器可增強力量。
- Amazons 制馭器

原文： / Amazons Register
Amazon Alpha 與Amazon Sigma 以外的Amazon 所擁有的臂環型工具。
- Neo Amazons 制馭器

原文： / Neo Amazons Register
Amazon Neo 與烏鴉Amazon 所擁有的臂環型工具。與舊型相似。但可以利用變身為怪人態的Amazon。
- Amazons 注射器

原文： / Amazons Injector
Amazon Neo 與Amazon New Omega 使用的注射器型變身道具，直接注射至烏鴉Amazon 體內可代替進食。

### 交通工具
密林劫掠者
原文：ジャングレイダー/Junglaider
Amazon Omega專屬使用的機車。
引擎聲酷似噴射機引擎，能夠回應特定的Amazon的意志而自由行走或是進行高難度駕駛的特殊機車，本身是為了支援軍用的Amazon而製造的支援機械的計劃產物
劇中用於拍攝的機車實際上是由《假面騎士AgitΩ》中登場的假面騎士Gills的Gills Raider（原型為Honda XR250）改造而成（和劇中設定無關，而是現實中的幕後作業）。名字沿襲自Jungler以及Gills Raider。
新密林劫掠者
原文：ネオジャングレイダー/Neo Junglaider
與Amazon Omega使用的密林劫掠者一樣的同型號機車。但其前身的車前燈發出的為黃色的燈光。

## Amazon（本作登場怪人）
本作所登場的具有生物特徵的異形體。
劇中野座間製藥將其分類為A級到E級，再者，“AMAZON ”取自“ 野座間 ”的日文羅馬音“ NOZAMA ”的倒寫。
心臟與普通生物不同，是發光的半透明物體，被破壞時其肉體會像泥一樣溶解而死亡。
平時往Amazons臂環中持續注射藥劑，用以抑製本能變為人類融入社會生活。但是一旦臂環供給的藥劑用盡，其會在吃人的本能下變為怪人開始捕食人類。
所有在變身的時候產生的蒸氣和火焰會伴隨著高熱和衝擊發出，在與獵物以及敵人戰鬥時會如同野生動物般突進，除了使用自己的特殊能力的人以外，等級高的人可以保持理性與人類一樣使用格鬥術戰鬥。
有著驅除的Amazon越接近A等級，獲得的「點數=報酬」就越高的設定。同種的實驗體會形成群體，同時覺醒的情況也很多。
S2中新增人類受感染後Amazon化的新種Amazon。因感染而成的Amazon也在穿著人類時候的衣服就這樣保留在身上，即使死亡肉體也不發生溶解，只殘留著變色了的屍體這點也與實驗體不同。
注：“ AMAZONZ ”為日式英語寫法。各實驗體的原型都是原版《假面騎士亞馬遜》中的登場怪人。
Amazon Omega 原生體（アマゾン素體/Amazon Origin）
擬人態：水澤悠
等級：不明
使用驅動器變身後的識別代號：Ω（Omega）
- 身高：186.5cm
- 體重：88.1kg

Season 1第1話登場，悠不藉由Amazon 驅動器單獨變身的狀態。
外型和後來的Amazon Sigma 一模一樣，只是體色是帶紅條紋的綠色，紅眼，而且沒有腰帶和臂環。
悠可以只將單手變成這個狀態。
覺醒之後，悠變得能感應其他的Amazon，而且十分精準
水澤令華曾對仁說悠是「第三類Amazon（第三のアマゾン）」，即「將人類基因轉植進入Amazon 細胞之後形成的個體」。
由於提供DNA的人正是水澤令華自己，所以從生物學的角度而言悠的確是令華的兒子。
與Amazon Omega不同的是擁有Crusher。一直在悠的深層意識中暴動著。在沒有使用驅動器的情況下能自由變為此形態，同時也能進行部分的變身
仁Amazon態（食人魚Amazon）（仁アマゾン態（ピラニアアマゾン）/Piranha Amazon）
變身者：鷹山仁
等級：不明
使用驅動器變身後識別代號：A（Alpha）
Season 1第6話仁的回憶中短暫出現，仁以自身意志注射Amazon 細胞而變身的狀態。
除了沒有傷痕及腰帶外，和Amazon Alpha 完全體一模一樣。
仁曾說過自己對其他Amazon 的感應力比較弱，必須靠網路及竊聽取得Amazon 的情報。
平常是仁利用自己對Amazon 細胞的了解來控制。
水澤令華將其稱為「第二類Amazon（第二のアマゾン）（劇中沒有提到這名詞）」，也就是「在人類身上植入Amazon 細胞而產生的Amazon」。
淳Amazon態（淳アマゾン態）
變身者：前原淳
等級：不明
使用驅動器變身後的識別代號：Σ（Sigma）
Season 1第8話中先行登場的未完成狀態，前原淳在不使用驅動器的情況下變身的Amazon態。形態上除了膚色為銀色和尖刺以外大體上與悠的Amazon態相似。
屬於軍用生物兵器的實驗體，將改良過的Amazon 細胞植入屍體之後產生的Amazon，也被認為是「第四類Amazon」（第四のアマゾン）或「軍用Amazon」。這類個體會帶有生前的記憶，但是人格上似乎會因為改造的影響變成另一個人。
因為是已死之人加上腰帶的附加效果，沒辦法感知自己身體的損傷，而且思考方式也變得有如電腦般，雖然有著死者的外貌，但實質上是另一個人，所以被其他人一致認同是「對死者的褻瀆」，「不如打倒他讓死者安息比較好」。
千翼Amazon態（千翼アマゾン態）
變身者：千翼
等級：不明
使用驅動器變身後的識別代號：Neo
Season 2第9話末尾登場的千翼在不使用驅動器的情況下變身的Amazon態。有著6隻手腕與從全身產生的無數纖細的觸手。姿態與Amazon Neo酷似，但全身的銀色裝甲與黃色護目鏡不存在。
將4C的成員與機動人員、加納殺傷，避免傷害惟由，但在聽到了其體內產生的血液滴落的聲音後變得沉靜。但沒有變異時的記憶，對自身引起的慘狀而絕望。

### Season 1
鼴鼠Amazon
モグラアマゾン/Mole Amazon
擬人態：阿守（小林亮太飾、佐藤大輔替）
等級：不明
識別代號：M
身高：186cm
體重：113kg
阿守變身的鼴鼠型Amazon，特徵是鑽頭的鼻子和硬質的鋼爪。
興奮時鼻子會展開。有理性，戰鬥時與夥伴的協同護衛。並且也擅長飛龍龍捲投這種格鬥·職業摔跤技的關節技。
蜘蛛Amazon1
クモアマゾン1/Spider Amazon1
擬人態：吉村（谷本峰替）
等級：D
識別代號：S-203
身高：190cm
體重：110kg
襲擊旅館併吞噬了大多數住宿的客人的Amazon。
戰鬥時會突出高強度的絲線封鎖獵物的行動，並刺入尖牙。
捕食時會往獵物體內註入消化液，並將融化而成的養分包含在絲線中用嘴部吸食。
在驅除班的合作和阿守的活躍表現下被消滅了。
蜘蛛Amazon2
クモアマゾン2/Spider Amazon 2
擬人態：青年（岡崎雅纮飾、谷本峰替）
等級：B
識別代號：S-208
身高：192cm
體重：114kg
作為富裕的青年謳歌著現充的生活，卻因藥劑中斷而變為Amazon的樣貌併吞噬了女性同伴。
擁有紅色利爪，戰鬥能力高的個體。
能力與等級“ D ”的同類相比基本沒有變化，耐久力等方面稍強。擁有狡猾的智力從集團中抓走孤立的人作為獵物。
把驅除班的大瀧拖走，並給高井和福田造成了傷害，敗給了突然闖入的Amazon Alpha。
蝙蝠Amazon
コウモリアマゾン/Bat Amazon
擬人態：森林管理人（未知飾、荒川真替）
等級：A
識別代號：B-008
身高：187.5cm
體重：96.2kg
作為森林管理人潛伏者，擁有可彈開驅除班的武器的皮膚與飛行能力，擅長人類一樣的格鬥術，擁有阿守無以抵抗的力量。
飛行膜有著反彈槍彈的強度，並能用以作防禦。並且能使用超音波準確地捕捉周圍的情況，在能見度極低的夜間戰鬥中，這種能力能夠最大限度地發揮。
被突然出現的綠色Amazon壓倒，並被扯斷了翅膀，最終被踩碎臉部而死。
蝙蝠Amazon2
コウモリアマゾン2/Bat Amazon 2
擬人態：未知（荒川真替）
等級：A
識別代號：不明
潛伏在地下的時候，因忍不住食人的慾求而襲擊了人類，並遭遇了驅除班。頭部被Amazon Omega擊碎。
蝙蝠Amazon3
コウモリアマゾン3/Bat Amazon 3
擬人態/等級/識別代號：不明
特拉洛克後殘存的約1000匹Amazon中的一匹。
潛伏了一陣，但三週後與其他的Amazon一起活動。
蜻蜓Amazon
トンボアマゾン/Dragonfly Amazon
擬人態：大瀧龍介（馬場良馬飾、鈴木大樹替）
等級：B
識別代號：不明
身高：187cm
體重：90.1kg
大瀧的真面目，平時抱著“希望能好好融入人類社會生活”的想法而在社會中生活下去。
在執行蝙蝠Amazon的驅除任務的前一天抑製藥劑中斷的特徵已經開始表露，戰鬥中，臂環的眼睛變紅而顯露了原形。
在其他Amazon試圖搶走獵物時表露出了其攻擊好戰的性格。
打算捕食驅除班的時候因Amazon Alpha的介入而失敗。
儘管如此成員們也身負重傷，在急需攝取人肉的時候，啃食了前原淳並導致他死亡，因闖入的Amazon Omega的Violent Punish而使得軀幹被一刀兩斷而消滅。
蟻后Amazon
女王アリアマゾン/Queen Ant Amazon
擬人態：久木園（本橋由香飾、荒川真替）
等級：B
識別代號：A-010
身高：188.5cm
體重：117kg
作為公寓的居民委託他人上門修理和送貨，並吃掉到訪的人。
有著螞蟻那樣的集團行動，與182匹兵蟻Amazon配合形成群落。
自身從戰鬥開始就隱藏起來，在吞食了調查班的人後提升了力量，並將Amazon Omega和驅除班逼入了困境。
但因Amazon Alpha的亂入而使形勢逆轉，最終被Amazon Omega的鞭子在Violent Break下切斷了軀乾而被驅除了。
兵蟻Amazon
兵隊アリアマゾン/Soldier Ant Amazon
擬人態：久木園所居住的公寓的其他居民等
等級：E
識別代號：不明
身高：186cm
體重：115kg
蟻后Amazon所居住的公寓的居民全體（182匹）都是兵蟻Amazon。
戰鬥力低下卻以數量優勢而使驅除班陷入苦戰。
硬質化的表皮像外骨骼一樣保護著內臟，戰鬥時嘴角會露出鉤狀的彎曲的獠牙將獵物撕碎。
會對侵入領地的外敵作出反應，有著集體出動襲擊的習性。
最後被對Amazon用新武器完全驅除。
蝴蝶Amazon1
蝶アマゾン1/Butterfly Amazon 1
擬人態：路線巴士司機（川野弘毅飾、荒川真替）
等級：B
識別代號：Bu-412
身高：187.5cm
體重：189.0kg
路線巴士的司機，將乘客作為食物來養育蝴蝶Amazon2幼蟲。
臂環仍持續供給藥劑，它自身是否食人仍然不明。
被感知到Amazon存在的悠識破真身，在接受驅除班的質問時開動巴士逃走。
但卻被駕駛著密林劫掠者的Amazon Omega拖出了車外，變為Amazon態與Amazon Omega和驅除班戰鬥。
以輕巧靈活的動作在物體表面來回翻動，後被拋擲空中行動受制落下後承受了Violent Punish而死亡。
蝴蝶Amazon2
蝶アマゾン2/Butterfly Amazon 2
擬人態：無（荒川真替）
等級/識別代號：不明
身高：183.0cm（幼蟲）、189.0cm（成蟲）
體重：237.0kg（幼蟲）、92.2kg（成蟲）
被蝴蝶Amazon1藏在隧道裡悄悄餵食養育著的Amazon。擁有經過幼蟲態狀態並向著成蟲增長時期的特性。
幼蟲時正如外表一樣笨重，對人類以下速度的事物保持不動，而對汽車之類能力在人類以上速度的事物，擅長投擲技和充分利用體重進行沖擊等。擁有吐線施以束縛並捕食的能力。
捕食時會向獵物刺入可伸縮的管狀口器，注入溶解液使內臟溶解並吸取。
變為蛹的時候身體外表被堅固的外殼覆蓋，從外部進行物理衝擊的破壞是很困難的此外，關節部分也是硬化的無法自行移動。
內部進行著成蟲的完全變態，利用儲存的養分對肉體再構造。
並且成蟲態時更能使用翅膀飛行，能使用敏捷的動作愚弄對手，伸縮自如的觸覺器官能像鞭子一樣伸展，在作出踢的動作的同時可以給對方子彈一樣的鱗粉作攻擊。
而且，高速振動大衣形狀的羽毛控制周圍的氣流變化，可以控制空中時的動作。
可延長滯空時間或錯開著陸時間，預測並迴避困難的攻擊。
重視哺育的結果，發揮了出乎意料的飛行能力和戰鬥能力。
羽化完成後，襲擊並捕食了研究人員，與為慎重起見而待機的驅除班交戰。
驅除班的攻擊完全不起作用，隨後趕到的鼴鼠Amazon和Amazon Omega也與之展開了激鬥，最後被還擊的Violent Punish斬首死亡。
百舌Amazon1（幼鳥）
モズアマゾン1(幼鳥)/Shrike Amazon1(Chick)
擬人態：未知（荒川真替）
等級：不明
識別代號：S-443
會從口腔分泌毒液製造“ 百舌的速祭 ”，有著把處於假死狀態的犧牲者吊在高處的習性。
擅長使用尖銳的喙和爪進行格鬥攻擊，可通過捕食人類和戰鬥的經驗，進行肉體的強化成長。
百舌Amazon2
モズアマゾン2/Shrike Amazon 2
擬人態：小山一（田本清嵐飾、荒川真替）
等級/識別代號：不明
身高：183.5cm
體重：93.3kg（雛鳥）、98.4kg（成鳥）
懦弱的報紙投遞員小山一的真面目。
看中並嘗試捕食身為連續殺人鬼的報廢場的店主收藏的遺體卻因遺體腐爛而失敗，忍不住將遺體吊在電線上，那個地方正是驅除班之前盯上的地方。
企圖捕食前來查問證言的刑警，卻也被驅除隊阻止了。
有著和百舌Amazon1同樣的習性。胸部像護胸那樣發達，因持有的飛翔能力即使是擬態為人類也能跳至50米以上。
在戰鬥中變回了人類形態而得以在Amazon Omega不忍心下殺手的時候逃走，襲擊並啃食了觀察鳥類而來得情侶的肉後力量提升為了成鳥型。
戰鬥力比雛鳥型時候的更高，特徵性的背部膨脹是因為儲藏了養分，可利用這個自我恢復得以進行長時間的戰鬥。
能力提升後得以與Amazon Omega進行旗鼓相當甚至以上的戰鬥，因驅除班的援助而形勢逆轉，最後被突進的密林劫掠者撞得粉碎。
百舌Amazon 3（幼鳥）
モズアマゾン3(幼鳥)/Shrike :Amazon3(Chick)
擬人態/等級/識別代號：不明
特拉洛克後殘存的約1000匹Amazon中的一匹。
潛伏了一陣，但三週後與其他的Amazon一起活動。
螃蟹Amazon
カニアマゾン/Crab Amazon
擬人態：餐廳老闆（植木紀世彥飾、荒川真替）
等級/識別代號：不明
身高：192.0cm
體重：118.1kg
為保護Amazon們的“ 平靜生活 ”而經營著一家“ Amazon餐廳 ”的老闆的原形。
待人接物始終都是溫和的，充滿了“ 如果想自由生活就快逃 ”之類的放走同伙的俠義之心，但內心卻是Amazon，對欺騙殺害並烹調人類的事也不抱有任何罪惡感。
原本未覺醒卻在店內覺醒了的人即使是客人也要從店裡攆走之類的獨特的禮儀。
長著尖刺擁有厚厚的甲殼和剪刀，有著自滿的高超的格鬥能力。
在幫助同伴們逃走後和Amazon Omega戰鬥。在戰鬥中覺醒變得兇暴，但因阿守的輔助而被Amazon Omega的Violent Break打倒。
螃蟹Amazon2
カニアマゾン2/Crab Amazon 2
擬人態/等級/識別代號：不明
特拉洛克後殘存的約1000匹Amazon中的一匹。
亂入了再結成的驅除班的戰鬥而被Amazon Omega驅除。
黃蜂Amazon
ハチアマゾン/Wasp Amazon
擬人態：未加（澤井美優飾、荒川真替）
等級：E
識別代號：不明
身高：186cm
體重：88.8kg1（幼鳥）
螃蟹Amazon經營的餐廳的女性客人（未加）的真面目。
說過“ 若是能像現在這樣悄悄地生活下去那就足夠了 ”，相信只要攝取一點點的人肉就能延緩覺醒。
在闖入的驅除班襲擊時在螃蟹Amazon幫助下逃離。
在某種程度上對對Amazon瓦斯有著一種耐性，在第9話的瓦斯攻擊中逃生並潛伏於地下。
但在再次遭襲後逃走之時因藥劑供給中斷而顯露出Amazon的真面目並與Amazon Omega進行交戰後死亡。

### Season 2
烏鴉Amazon
カラスアマゾン/Karasu Amazon
變身者：伊羽（白本彩奈飾、菊地雄人替）
等級：不明
伊羽變身的烏鴉型的Amazon。和假面騎士一樣，喊出“ Amazon ”的口令變身。
左眼作為Amazon用的傳感器，可通過識別對象的人物，以辨別此人是否為Amazon。
擅長使用位移術以進行雜技般的攻擊。
花豹Amazon
ヒョウアマゾン/Leopard Amazon
變身者：警官（田中良飾、鈴木大樹替）
等級：不明
溶原性細胞感染的人類。TEAM X的Amazon狩獵選擇的豹型Amazon。
可以從同一時間在驅除別的Amazon的黑崎的言行中看出是被Amazon細胞感染了的人類。
被TEAM X成員的摩托車的佯動誘導，而與Amazon Neo進行戰鬥了，最後被刀刃刺入了身體而死亡。
鍬形蟲Amazon
クワガタアマゾン/Stag Beetle Amazon
變身者：新娘（白井珠希飾、未知替）
溶原性細胞感染的原人類。結婚禮堂中出現的鍬形蟲型Amazon。
平常是新娘的樣子。婚禮途中覺醒，咬死了新郎和出席人員。
最後受到黑崎隊眾人的槍擊後，又遭受了烏鴉Amazon的踢擊，並被Amazon Neo切開了腹部而死亡。
螳螂Amazon
カマキリアマゾン/Mantis Amazon
變身者：婚禮出席者（未知飾、替）
溶原性細胞感染的原人類。結婚禮堂中出現的螳螂型Amazon。
平常是結婚禮堂的出席者的樣子。最後被烏鴉Amazon用手貫穿面部而死亡。
犀牛Amazon
サイアマゾン/Rhino Amazon
變身者：婚禮出席者（未知飾、替）
溶原性細胞感染的原人類。結婚禮堂中出現的犀牛型Amazon。
平常是結婚禮堂的出席者的樣子。最後被烏鴉Amazon由下至上猛踢面部而死亡。
毒蛇Amazon
ヘビアマゾン/Snake Amazon
變身者：新娘女性親屬（未知飾、替）
溶原性細胞感染的原人類。結婚禮堂中出現的蛇型Amazon。
平常是結婚禮堂的出席者的樣子。最後被烏鴉Amazon用手貫穿腹部而死亡。
禿鷲Amazon
ハゲタカアマゾン/Condor Amazon
變身者：星野始（山崎潤飾、未知替）
星野始變成的禿鷲型Amazon。在自己的生日當天殺害了妻子、伊羽和伊羽的妹妹。
最後被為了向其慶生而來到了他家裡的悠發現，最後被Amazon Omega用手貫穿腹部而死亡。
海膽Amazon
ウニアマゾン/Urchin Amazon
變身者：工薪族（岩上弘數替）
溶原性細胞感染的原人類。在試圖調查Aroma Ozone的營業所的青山隊面前出現的海膽型Amazon。
平時是工薪族的樣子。擅長在空中進行高速移動的攻擊。
與接受青山隊的請求而出擊的黑崎隊和千翼進行戰鬥，最後被用刀貫穿面部而死亡。
狒狒Amazon
ヒヒアマゾン/baboon Amazon
變身者：山下琢己（三浦海裡飾、未知替）
溶原性細胞感染的原人類。阿琢變化而成的狒狒型Amazon。
在看關於Aroma Ozone的媒體報導的時候突然覺醒，襲擊了健太，被趕來的志藤驅除。
大象Amazon
ゾウアマゾ/Elephant Amazon
變身者：醫生（川島秀明飾、鈴木大樹替）
溶原性細胞感染的原人類。野乃森耳鼻科潛伏著的象型Amazon。
平時是醫生的姿態。從長鼻子伸出長管一樣的東西，通過人類的耳朵吸食腦髓。
與為驅除而來的千翼和伊羽進行戰鬥，將不吃的人類讓給了千翼，使其產生了吃人衝動，而趁機逃走。
之後再次襲擊人類時，因與千翼、伊羽、黑崎隊趕到現場而試圖逃跑，由於千翼與伊羽聯手阻止，胸口破碎後而被驅除。
象鼻蟲Amazon
ンゾウムシアマゾン/Weevil Amazon
變身者：護士（早川知子飾、藍天將太替）
溶原性細胞感染的原人類。野乃森耳鼻科潛伏著的象鼻蟲型Amazon。
平時是護士的姿態。從右腕伸出長管一樣的東西，通過人類的耳朵吸食腦髓。
與為驅除而來的千翼和伊羽進行戰鬥，最終被伊羽和黑崎隊協力驅除。
黃蜂Amazon
ハチアマゾン/Wasp Amazon
擬人態：島田（西佑一郎飾、未知替)
特拉洛克後剩餘的為數不多的Amazon。
與守一同為增加同伴而在Aroma Ozone的臨時水源中放入感染體。
已經可以控制自己的食人衝動。
為救原生體而與其他Amazonz代替守擋下了美月發射的壓裂彈並被驅除。
兵蟻Amazon
兵隊アリアマゾン/Soldier Ant Amazon
擬人態：香織（中村有沙飾、未知替)
特拉洛克後剩餘的為數不多的Amazon。
與守一同為增加同伴而在Aroma Ozone的臨時水源中放入感染體。
已經可以控制自己的食人衝動。
為救原生體而與其他Amazonz代替守擋下了美月發射的壓裂彈並被驅除。
鼴鼠Amazon（進化體）
モグラアマゾン/Mole Amazon
擬人態：阿守（小林亮太飾、佐藤大輔替）
消失了五年的阿守/鼴鼠Amazon進化後的姿態。與五年前有了相當大的區別。
上半身追加了裝甲一樣的東西，兩肩也變作了羽翼。
薔薇Amazon
バラアマゾン/Rose Amazon
變身者：周也（藤本涼飾、鈴木大樹替）
溶原性細胞感染的原人類。潛伏在美容室“Tuberose”的薔薇型Amazon。
平常是男性的姿態。將薔薇作為鍘刀以切開人類的身體，喜歡吃頭部。此外右腕是爬山虎型的劍。
同居的女性繪美里幫助其捕食人類的事情被4C察覺到，因而真面目暴露，導致4C襲來，與趕來的千翼與惟由進行戰鬥，因悠與守亂入而逃走。
其後殺害了射擊了繪美里的4C的藤尾隊隊長，出現在了繪美里所入的醫院，因吃完人而萌發食人衝動。
向繪美里告白了此事，她也同意被其吃掉，因而被吃掉了頭部。
最終遭受了Amazon Neo與Amazon Omega的聯手攻擊，被刀切斷了頭部死亡。
海月(水母)Amazon
クラゲアマゾン/Jelly Amazon
擬人態：泉七羽（東亞優飾、藍田將太替）
第9話末尾登場的持有彩虹色之光的透明體的Amazon。真身是七羽。被認為是加納談及的“另一匹原生體”。
與七羽所畫的有著七支羽翼的繪畫中的姿態酷似，與千翼的原生體態一樣有著無數纖細的觸手。
以Amazon態的形式被守與特拉洛克後殘存的Amazon們保護著。
毒蛇Amazon2
ヘビアマゾン2/Snake Amazon 2
變身者：赤松隊隊員（未知飾、藍田將太替）
溶原性細胞感染的原人類。赤松隊的一員變異而成的蛇型Amazon。
據札森推測是被千翼Amazon態暴走時飛散的體液感染所致。

## 播放列表
| 話數  | 播放日期   | 中文標題 | 英文標題                | 編劇                        | 導演                       |
| ----- | ---------- | -------- | ----------------------- | --------------------------- | -------------------------- |
| S1-1  | 2016/04/01 | 群魔亂舞 | Amazonz                 | Yasuko Kobayashi (小林靖子) | Hidenori Ishida (石田秀範) |
| S1-2  | 2016/04/08 | 人面獸心 | Beast Inside            | Yasuko Kobayashi (小林靖子) | Hidenori Ishida (石田秀範) |
| S1-3  | 2016/04/15 | 蟻附蜂屯 | Colony of ants          | Yasuko Kobayashi (小林靖子) | Ryuta Tasaki (田崎竜太)    |
| S1-4  | 2016/04/22 | 弱肉強食 | Die or kill             | Yasuko Kobayashi (小林靖子) | Ryuta Tasaki (田崎竜太)    |
| S1-5  | 2016/04/29 | 窺間伺隙 | Eyes in the dark        | Yasuko Kobayashi (小林靖子) | Osamu Kaneda (金田治)      |
| S1-6  | 2016/05/06 | 為己而戰 | For what I fight        | Yasuko Kobayashi (小林靖子) | Osamu Kaneda (金田治)      |
| S1-7  | 2016/05/13 | 屠夫遊戲 | Game of the butchers    | Yasuko Kobayashi (小林靖子) | Hidenori Ishida (石田秀範) |
| S1-8  | 2016/05/20 | 雄飛雌伏 | Hero or not             | Yasuko Kobayashi (小林靖子) | Hidenori Ishida (石田秀範) |
| S1-9  | 2016/05/27 | 盛宴拜訪 | Into the cannibal's pot | Yasuko Kobayashi (小林靖子) | Ryuta Tasaki (田崎竜太)    |
| S1-10 | 2016/06/03 | 叢林法則 | Jungle law              | Yasuko Kobayashi (小林靖子) | Ryuta Tasaki (田崎竜太)    |
| S1-11 | 2016/06/10 | 殺戮之日 | Killing day             | Yasuko Kobayashi (小林靖子) | Ryuta Tasaki (田崎竜太)    |
| S1-12 | 2016/06/17 | 霧中迷失 | Lost in the fog         | Yasuko Kobayashi (小林靖子) | Hidenori Ishida (石田秀範) |
| S1-13 | 2016/06/24 | M        | M                       | Yasuko Kobayashi (小林靖子) | Hidenori Ishida (石田秀範) |
| S2-1  | 2017/04/07 | 新生之種 | Neo                     | Yasuko Kobayashi (小林靖子) | Hidenori Ishida (石田秀範) |
| S2-2  | 2017/04/14 | 孤雛腐鼠 | Orphans                 | Yasuko Kobayashi (小林靖子) | Hidenori Ishida (石田秀範) |
| S2-3  | 2017/04/21 | 異己分子 | Persona non grata       | Yasuko Kobayashi (小林靖子) | Ryuta Tasaki (田崎竜太)    |
| S2-4  | 2017/04/28 | 君去何方 | Quo vadis?              | Yasuko Kobayashi (小林靖子) | Ryuta Tasaki (田崎竜太)    |
| S2-5  | 2017/05/05 | 瑰意琦行 | Rambling roses          | Yasuko Kobayashi (小林靖子) | Hidenori Ishida (石田秀範) |
| S2-6  | 2017/05/12 | 今昔往生 | Schooldays              | Yasuko Kobayashi (小林靖子) | Hidenori Ishida (石田秀範) |
| S2-7  | 2017/05/19 | 威刑肅物 | The third degree        | Yasuko Kobayashi (小林靖子) | Ryuta Tasaki (田崎竜太)    |
| S2-8  | 2017/05/26 | 隐鳞戢翼 | Under wraps             | Yasuko Kobayashi (小林靖子) | Ryuta Tasaki (田崎竜太)    |
| S2-9  | 2017/06/02 | 鎩羽凋零 | Vanishing wings         | Yasuko Kobayashi (小林靖子) | Ryuta Tasaki (田崎竜太)    |
| S2-10 | 2017/06/09 | 道盡途殫 | Way to nowhere          | Yasuko Kobayashi (小林靖子) | Hidenori Ishida (石田秀範) |
| S2-11 | 2017/06/16 | 破釜沉舟 | Xing the rubicon        | Yasuko Kobayashi (小林靖子) | Hidenori Ishida (石田秀範) |
| S2-12 | 2017/06/23 | 天命攸歸 | Yellow brick road       | Yasuko Kobayashi (小林靖子) | Ryuta Tasaki (田崎竜太)    |
| S2-13 | 2017/06/30 | 魑魅魍魉 | AmazonZ                 | Yasuko Kobayashi (小林靖子) | Ryuta Tasaki (田崎竜太)    |

## 劇場版
- 《假面騎士×超級戰隊 超 超級英雄大戰》
- 《劇場版 假面騎士Amazons Season1覺醒》
- 《劇場版 假面騎士Amazons Season2輪廻》
- 《假面騎士Amazons The Movie 最後的審判》

## 主題曲
「Armour Zone」（S1）
作詞 - マイクスギヤマ / 作曲 - 山田信夫 / 編曲 - 高橋哲也 / 歌 - 小林太郎
「DIE SET DOWN」（S2）
作詞 - マイクスギヤマ / 作曲 - 山田信夫 / 編曲 - 高橋哲也 / 歌 - 小林太郎

## 本作相關事實
1 鷹山仁 / 假面騎士Amazon Alpha的飾演者谷口賢志曾在《救急戰隊GoGoV》中飾演巽流水 / Go Blue。
2 志藤真的飾演者俊藤光利曾在《奈克賽斯奧特曼》中飾演溝呂木真也 / 黑暗梅菲斯特（一世），及在《超級銀河大怪獸格鬥》系列中飾演ZAP隊員熊野正彥。
3 大瀧龍介 / 蜻蜓Amazon的飾演者馬場良馬曾在《特命戰隊Go Busters》中飾演岩崎龍司 / Blue Buster的變身者，及在《宇宙刑事夏利邦NEXT GENERATION》中飾演正義 / 宇宙刑事埃斯特邦。
4 橘雄悟的飾演者神尾佑曾在《假面騎士OOO》中飾演Giru（恐龍Greed）的變身者真木清人，及在《假面騎士Fourze》中飾演女主角城島悠木之父和在《艾克斯奧特曼》中飾演Xio隊長的神木正太郎，除此之外《新·哥斯拉》等特攝作品都有出演。
5 久木園/蟻后Amazon的飾演者本橋由香曾在《激走戰隊車連者》中飾演志乃原菜摘/黃車手。
6 泉七羽的飾演者東亞優與野座間製藥的董事之一的飾演者都曾出演過《假面騎士Drive》（第18、19話）。
7 Episode 5中登場的被襲擊的出租車司機的飾演者是假面騎士系列的替身演員佐藤大輔。
8 Episode 7和8中登場的連續殺人鬼下霜草司的飾演者弓削智久曾在《假面騎士龍騎》中飾演北岡秀一 / 假面騎士鐵兵的管家並在最終戰代替其變身為鐵兵的由良吾郎，在《假面騎士Kabuto》中飾演強制變身假面騎士The Bee的三島正人，及在《假面騎士鎧武》中飾演水果甜點店“Drupers”的老闆阪東清治郎等。
9 小山一 / 百舌Amazon2的飾演者田本清嵐曾在《假面騎士Fourze》中飾演鬼島夏兒 / 巨蟹座Horoscopes。
10 澤口的飾演者柴田明良曾在《假面騎士AgitΩ》中飾演由尾室隆 / 假面騎士G3-Mild。
11 未加 / 黃蜂Amazon的飾演者澤井美優曾在《假面騎士×假面騎士W&Decade MOVIE大戰2010》中飾演陸月惠理香 / 死神Dopant，以及在《美少女戰士》系列中飾演主角月野兔。
12 S2主角千翼（少年時期） / 假面騎士Amazon Neo的飾演者田口翔大於同期播放的《宇宙戰隊九連者》中飾演佐久間小太郎 / 小熊天藍。
13 S2女主角惟由 / 烏鴉Amazon的飾演者白本彩奈曾在《牙狼照耀黑暗之人》與《動物戰隊獸王者》等特攝中出演。
14 S2的黑崎武的飾演者三浦孝太的弟弟三浦涼介曾出演《假面騎士Decade》中的老虎Orphnoch與《假面騎士OOO》中的Ankh、泉信吾。
15 S2 Episode 1中新娘 / 鍬形蟲Amazon的飾演者白井珠希在《美少女戰士（音樂劇）》中飾演小小兔。
16 S2中惟由之父星野始 / 禿鷲Amazon的飾演者山崎潤曾出演《假面騎士AgitΩ》中的北條透/ V1系統與《假面騎士555》中的琢磨逸郎及《假面騎士Drive秘密·任務type TOKUJO》中的日下部章。
17 S2 Episode 5中藤尾隊長的飾演者笠原紳司曾出演《未來戰隊時間連者》中的瀧澤直人 / 時間火焰（Time Fire）。
18 S2的長瀨裕樹的飾演者赤楚衛二飾後來在本作完結隔年演出《假面騎士Build》的第二男主角萬丈龍我 / 假面騎士Cross-Z
19 兩季的主題曲名稱分別捏他“ Amazon ”與“ 大切斷 ”。
20 本作劇場版追加角色之一的御堂英之助 / 假面騎士Amazon New Alpha的飾演者由曾在《忍風戰隊破裏劍者》中飾演霞一鍬 / 鍬雷者的姜暢雄擔任。

## 外部連結
- 官方網頁 （页面存档备份，存于）（日語）
- 東映官方網頁 （页面存档备份，存于）（日語）
- BS朝日官方網頁 （页面存档备份，存于）（日語）
- 仮面ライダーアマゾンズ的X（前Twitter）